# Surp
SURP (sanitarne urządzenie rozdrabniająco-przetłaczające) – urządzenie pozwalające na odprowadzenie ścieków sanitarnych z przyborów instalowanych w oddaleniu lub poniżej kanalizacji grawitacyjnej.
SURP przystawkowy składa się ze zbiornika / obudowy, silnika elektrycznego, pompy z rozdrabniaczem, zaworu zwrotnego, presostatu (automatyczny wyłącznik), króćca tłocznego.
Do odprowadzenia ścieków wystarcza rura o średnicy 30-40 mm na kilka metrów w górę i na odległość.
Jeden surp może odprowadzać ścieki z kilku urządzeń sanitarnych jak: prysznic, umywalka, pisuar i 1. muszli-WC. Istnieją surpy do obsługi urządzeń kuchennych (zlewozmywak, zmywarka itp.) SURP w wersji monoblokowej wbudowany jest w ceramicznej muszli-WC (sanikompakt).